# 秦国货币
秦国货币，指中国东周时期秦国的货币。秦国以布帛为本位货币，政府在开支、交换、量刑等各类政治经济活动中均以“布”为单位核算。此外，黄金称量货币和青铜铸币在秦国也有使用。秦国的青铜铸币是在魏国圜钱制度影响下产生的，铸行有珠重一两、半睘、两甾、半两等圜钱。

## 布帛
根据睡虎地秦简《金布律》规定，“钱十一当一布，其出入钱以当金、布，以律。”

## 圜钱
圜钱